# Ragadia makuta
Ragadia makuta är en fjärilsart som beskrevs av Thomas Horsfield 1829. Ragadia makuta ingår i släktet Ragadia och familjen praktfjärilar. Inga underarter finns listade.